# Yuri (A lo mexicano)
Yuri (A lo mexicano) es el vigésimo álbum de estudio realizado por la cantante mexicana de pop latino Yuri; el cual tiene un corte de música grupera y realiza duetos con diferentes cantantes o grupos del medio ambiente musical de México.  Es el primer álbum que realiza como fruto de su nuevo contrato con la disquera Sony Music.  El álbum solo se llamaba «Yuri» en su primera edición, pero debido al bajo éxito en su lanzamiento, la disquera decide cambiar el formato de la promoción lanzando una segunda edición en la cual llama al álbum «A lo mexicano».

## Antecedentes
Debido al bajo éxito del álbum "Enamorada" y la desaparición de la disquera española Muxxic en Latinoamérica, Yuri toca puertas en las casas disqueras en las que colaboraba en los años 90 e inicia pláticas con la empresa Sony Music.
Yuri firmaría de nueva cuenta con Sony Music y grabaría, a petición de la disquera, un disco de música folclórica de México, titulado Yuri, en el cual se incluyen duetos con artistas de renombre, como Vicente Fernández, Ana Bárbara, Mijares, Pandora y Lupe Esparza.

## Lista de canciones
| N.º | Título                                                                      | Escritor(es)              | Duración |  |
| 1.  | «Mi rechazo»                                                                | Marco Antonio Solís       | 3:15     |  |
| 2.  | «Que no quede huella (Ft. Guadalupe Esparza)»                               | Guadalupe Esparza         | 3:32     |  |
| 3.  | «El que la hace la paga»                                                    | Kietzman                  | 3:31     |  |
| 4.  | «Tu cárcel»                                                                 | Marco Antonio Solís       | 3:27     |  |
| 5.  | «Cosas del Amor (Ft. Ana Bárbara)»                                          | Roberto Livi, Rudy Pérez  | 3:20     |  |
| 6.  | «Amor sin esperanza»                                                        | Luis Kalaff               | 2:50     |  |
| 7.  | «Y llegaste tú (Ft. Mijares)»                                               |                           | 4:18     |  |
| 8.  | «Popurrí Juan Gabriel (La diferencia/Tarde/Te voy a olvidar) (Ft. Pandora)» | Juan Gabriel              | 5:35     |  |
| 9.  | «Así son los hombres»                                                       | Juan Gabriel              | 3:35     |  |
| 10. | «No puedo más»                                                              | Di Felisatti, J.R. Flores | 3:33     |  |
| 11. | «Nada más decidete»                                                         | Juan Gabriel              | 3:14     |  |
| 12. | «Cuatro vidas (Ft. Vicente Fernández)»                                      | Justo Carreras            | 3:42     |  |